# 大野久 (野球)
大野 久（おおの ひさし、1960年8月15日 - ）は、茨城県取手市出身の元プロ野球選手（外野手）、野球指導者、教員。

## 来歴・人物

### プロ入りまで
取手二高では、2年生の時に中堅手として1977年夏の甲子園に出場。2回戦で宇都宮学園の見形仁一投手（専大）に抑えられ敗退。
1978年はエースとして夏の甲子園に連続出場。1回戦で岡山東商に敗れる。東洋大学経営学部へ進学。東都大学リーグではエース仁村徹を擁し、1982年春季リーグで優勝。同年の全日本大学野球選手権大会では決勝　で法大に敗れ準優勝。リーグ通算95試合出場、337打数96安打、打率.285、8本塁打、37打点。ベストナイン2回。卒業後は日産自動車に入社。
1984年の都市対抗に出場し、決勝で日本鋼管を降し優勝。この試合では適時打、本塁打を放ち活躍した。同年の第28回アマチュア野球世界選手権の日本代表に選出されている。

### 現役時代
1984年のドラフト5位で阪神タイガースに入団。1987年から一軍に定着、俊足のスイッチヒッターとして活躍する。
1988年に監督に就任した村山実から、中野佐資・和田豊との3人で少年隊と呼ばれた。同年には、シーズン途中で移籍した北村照文の後継として、一番打者、中堅手の定位置を獲得、初めて規定打席（23位、打率.254）にも到達する。一方で、リーグ3位の三振（103）も喫する。
1989年は打率.303（7位）の好成績を記録。
1990年までレギュラーの地位を守る。
1990年オフ、福岡ダイエーホークスとの4対5のトレードで池田親興らと移籍（阪神からは大野、池田の他、渡真利克則、岩切英司が、ダイエーからは藤本修二、吉田博之、西川佳明、近田豊年、右田雅彦が移籍）。この年の5月～6月頃には既に新聞などで自分がトレード要員という報道が出ていたことで、その時から「自分はダイエーへ行くんだ」という気持ちになっていたとのことで「自分を欲しい球団があると思うと気持ちをプラスに持っていける」「やったらやっただけ評価してくれる球団というのは大きな魅力」と思い、トレードの話が正式に出た時も冷静に受け止められたと話していたことがある。
1991年はチャンスメーカーとして活躍し、初の盗塁王となった。
翌年以降は打撃不振で出番が減っていき1994年には自身初の一軍出場無しに終わる。同年オフに自由契約となり、中日ドラゴンズにテスト入団。
1995年限りで現役引退。

### 引退後
1996年から1997年は中日2軍外野守備走塁コーチ。退団後は中央学院大学へ入学し、教職資格を取得。卒業後、2000年からは東洋大牛久高にて社会の教師として教鞭を執る。規則に則った教職期間を終え、2003年から2013年3月まで同校の野球部監督を務めた。
2014年にオーストラリアで野球指導者のライセンスを取得。同年6月より、オーストラリア野球連盟主催の15歳以下オーストラリア代表のセレクションコーチ（外野手）、6月より18歳以下オーストラリア代表でコーチを務める。また、同年7月よりオーストラリアのロビーナ高等学校の野球科コーチも務めていた。2015年、ヤングリーグ全日本少年公式野球連盟技術顧問就任。2016年、侍ジャパンU15コーチ就任。2018年、アメリカ独立リーグニュージャージー・ジャッカルズのアシスタントコーチに就任した。

2018年11月から大阪市教育委員会 部活動指導員。

## 詳細情報

### 年度別打撃成績
| 年 度      | 球 団      | 試 合 | 打 席 | 打 数 | 得 点 | 安 打 | 二 塁 打 | 三 塁 打 | 本 塁 打 | 塁 打 | 打 点 | 盗 塁 | 盗 塁 死 | 犠 打 | 犠 飛 | 四 球 | 敬 遠 | 死 球 | 三 振 | 併 殺 打 | 打 率 | 出 塁 率 | 長 打 率 | O P S |
| ---------- | ---------- | ----- | ----- | ----- | ----- | ----- | -------- | -------- | -------- | ----- | ----- | ----- | -------- | ----- | ----- | ----- | ----- | ----- | ----- | -------- | ----- | -------- | -------- | ----- |
| 1985       | 阪神       | 14    | 15    | 15    | 3     | 3     | 0        | 0        | 1        | 6     | 1     | 2     | 0        | 0     | 0     | 0     | 0     | 0     | 3     | 0        | .200  | .200     | .400     | .600  |
| 1986       | 阪神       | 24    | 13    | 13    | 4     | 2     | 0        | 0        | 1        | 5     | 1     | 1     | 1        | 0     | 0     | 0     | 0     | 0     | 6     | 0        | .154  | .154     | .385     | .538  |
| 1987       | 阪神       | 82    | 101   | 95    | 14    | 22    | 5        | 3        | 0        | 33    | 8     | 5     | 3        | 2     | 1     | 3     | 0     | 0     | 17    | 0        | .232  | .253     | .347     | .600  |
| 1988       | 阪神       | 130   | 571   | 512   | 64    | 130   | 23       | 5        | 7        | 184   | 42    | 24    | 12       | 10    | 4     | 39    | 0     | 6     | 103   | 4        | .254  | .312     | .359     | .671  |
| 1989       | 阪神       | 125   | 460   | 403   | 53    | 122   | 16       | 2        | 4        | 154   | 26    | 22    | 9        | 16    | 1     | 36    | 0     | 4     | 66    | 2        | .303  | .365     | .382     | .747  |
| 1990       | 阪神       | 117   | 403   | 360   | 48    | 89    | 17       | 4        | 4        | 126   | 26    | 16    | 4        | 11    | 2     | 26    | 1     | 4     | 73    | 7        | .247  | .304     | .350     | .654  |
| 1991       | ダイエー   | 130   | 547   | 456   | 72    | 132   | 22       | 1        | 1        | 159   | 25    | 42    | 11       | 29    | 1     | 59    | 1     | 2     | 70    | 7        | .289  | .373     | .349     | .721  |
| 1992       | ダイエー   | 96    | 298   | 245   | 30    | 51    | 11       | 1        | 3        | 73    | 17    | 18    | 4        | 28    | 2     | 22    | 0     | 1     | 54    | 2        | .208  | .274     | .298     | .572  |
| 1993       | ダイエー   | 87    | 148   | 131   | 13    | 28    | 2        | 0        | 1        | 33    | 9     | 6     | 0        | 0     | 0     | 16    | 0     | 1     | 27    | 3        | .214  | .304     | .252     | .556  |
| 1995       | 中日       | 28    | 33    | 27    | 4     | 5     | 2        | 0        | 1        | 10    | 5     | 2     | 1        | 2     | 1     | 3     | 0     | 0     | 5     | 0        | .185  | .258     | .370     | .628  |
| 通算：10年 | 通算：10年 | 833   | 2589  | 2257  | 305   | 584   | 98       | 16       | 23       | 783   | 160   | 138   | 45       | 98    | 12    | 204   | 2     | 18    | 424   | 25       | .259  | .324     | .347     | .670  |

- 各年度の太字はリーグ最高

### タイトル
- 盗塁王：1回 （1991年）

### 記録
初記録
- 初出場：1985年6月11日、対広島東洋カープ8回戦（広島市民球場）、9回表に御子柴進の代打として出場
- 初打席・初安打：同上、9回表に高木宣宏から左前安打
- 初本塁打・初打点：1985年6月14日、対横浜大洋ホエールズ7回戦（岡山県野球場）、7回裏に関根浩史から右越ソロ
- 初盗塁：1985年6月20日、対ヤクルトスワローズ8回戦（阪神甲子園球場）、7回に弘田澄男の代走として出場、二盗（投手：尾花高夫、捕手：八重樫幸雄）

その他の記録
- 外野手レンジファクター（RF/G）1位：2回 （1988年、1991年）[4]
- 1試合4二塁打：1992年7月5日、対日本ハムファイターズ15回戦（東京ドーム）

### 背番号
- 33 （1985年 - 1988年）
- 2 （1989年 - 1994年）
- 40 （1995年）
- 89 （1996年 - 1997年）